# موزه ملی وروتسواو

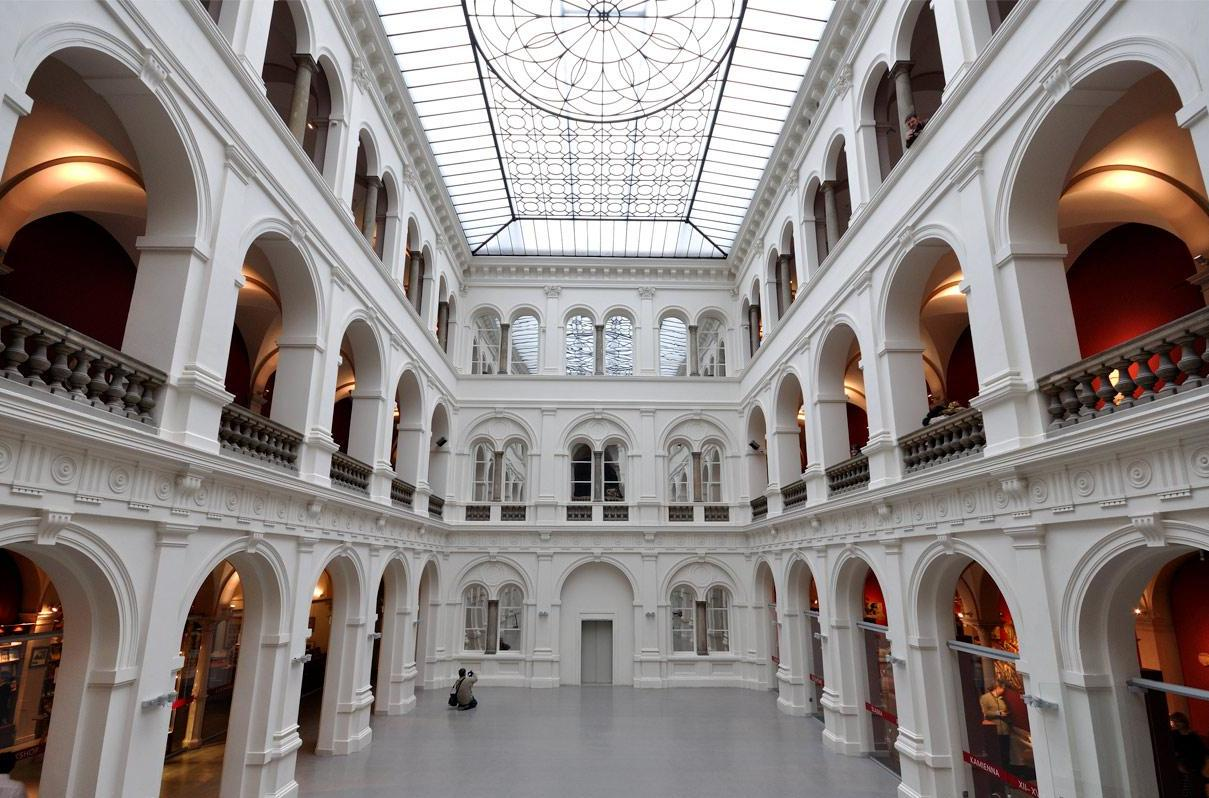
فضای داخلی موزه

موزه ملی وروتسواو (به لهستانی: Muzeum Narodowe we Wrocławiu)، در ۲۸ مارس ۱۹۴۷ تأسیس شده و رسماً در ۱۱ ژوئیه ۱۹۴۸ افتتاح گردید، این موزه یکی از شعبه‌های اصلی سیستم موزه ملی لهستان است. این مجموعه یکی از بزرگ‌ترین مجموعه‌های هنر معاصر این کشور را در خود جای داده‌است.
منابع موزه وروتسواو با تاریخ جابجایی مرزها در اروپای مرکزی پس از جنگ جهانی دوم ارتباط تنگاتنگی دارد. پس از الحاق نیمه شرقی جمهوری دوم لهستان توسط اتحاد جماهیر شوروی، قسمت‌های اصلی مجموعه‌های هنری لهستان از شهرهایی مانند لووف در اتحاد جماهیر شوروی سوسیالیستی منتقل شد. مجموعه‌های برگشتی شامل دارایی‌های اوسولینیوم نبود که به بخشی از موزه ملی لووف تبدیل شد. میراث فرهنگی منتقل شده در سال ۱۹۴۶ شامل نقاشی‌های لهستانی و اروپایی مربوط به قرن ۱۷ تا ۱۹ میلادی بود.

## تقسیمات موزه
- موزه مردم نگاری (در کاخ اسقف‌ها)
- موزه پانورامای Racławice
- با وام: موزه سلسله Piast سیلزی در برزگ و موزه شهر (Wrocław Townhall)

## نگارخانه
- پیتر بروگل کهتر، منظره زمستانی (ca.۱۵۸۶)
- فرانسیسکو دی زورباران، مسیح در ستون (۱۶۶۱)
- لوکاس کراناخ پدر، Eve (ca. ۱۵۳۱)
- برناردو بلوتو، ورود جرزی اوسولیسکی به رم در سال ۱۶۳۳, (۱۷۷۹)
- واسیلی کاندینسکی، غروب, (۱۹۰۳)
- جوزف چلمونسکی، شکار (۱۸۸۲)
- یان ماتیکو، سوگند از ژان دوم کازیمیر واسا (۱۸۹۳)
- یاتسک مالچفسکی، سرزمین مادری (۱۹۰۳)
- جوزف بانت، تئوتوکوس (۱۹۰۹)
- تادیوز ماکوفسکی، پیپ‌های سیگاری (۱۹۳۰)